# Монтекорзаро (Мачерата)
Монтекорзаро (итал. Montecorsaro) насеље је у Италији у округу Мачерата, региону Марке.
Према процени из 2011. у насељу је живело 28 становника. Насеље се налази на надморској висини од 34 м.